# Kaiserpokal 2003
Der Kaiserpokal 2003 war die 83. Austragung des Kaiserpokals, des höchsten japanischen Fußballpokalwettbewerbs. Sieger des Wettbewerbs waren die Júbilo Iwata.

## Ergebnisse

### 1. Runde
|                            | Ergebnis        |                                 |
| -------------------------- | --------------- | ------------------------------- |
| Kihoku Shukyudan           | 0:2             | Hannan-Universität              |
| Thespa Kusatsu             | 0:1             | Funabashi Municipal High School |
| Kwansei-Gakuin-Universität | 0:1             | Sanfrecce Hiroshima             |
| Yamaguchi Teachers         | 1:4             | Kanazawa SC                     |
| Universität Matsusaka      | 0:5             | Omiya Ardija                    |
| Tochigi SC                 | 5:2             | Aomori Yamada High School       |
| Tōkai-Universität          | 0:7             | Avispa Fukuoka                  |
| Maruyasu Industries        | 1:0             | Kibi International University   |
| Okinawa Kariyushi FC       | 1:0             | Sagan Tosu                      |
| ALO's Hokuriku             | 3:2             | Dohto-Universität               |
| Jinsei Gakuen High School  | 0:8             | Consadole Sapporo               |
| Yasu High School           | 2:4             | Sangyō-Universität Shizuoka     |
| Gifu Technical High School | 3:4             | Montedio Yamagata               |
| Ritsumeikan-Universität    | 4:1             | Tsuruoka Higashi High School    |
| Nirasaki Astros            | 0:5             | Honda                           |
| Universität Tsukuba        | 5:0             | Matsusho Gakuen High School     |
| Iwami FC                   | 0:5             | Otsuka Pharmaceutical           |
| Alouette Kumamoto          | 1:3             | TDK                             |
| Juntendō-Universität       | 0:2             | Kawasaki Frontale               |
| Kunimi High School         | 4:0             | Sanyo Electric Tokushima        |
| Sanfrecce Hiroshima U-18   | 0:1             | Mito HollyHock                  |
| Nippon-Bunri-Universität   | 0:1             | SC Tottori                      |
| Tenri-Universität          | 0:6             | Shonan Bellmare                 |
| Ehime FC                   | 4:1             | Japan Soccer College            |
| Northern Peaks Koriyama    | 1:8             | Yokohama FC                     |
| Sony Sendai FC             | 1:1 (5:6 i. E.) | Pädagogische Hochschule Fukuoka |
| Fukui-Kogyo-Universität    | 0:3             | Ventforet Kofu                  |
| Sun Miyazaki               | 1:6             | Momoyama-Gakuin-Universität     |
| Volca Kagoshima            | 0:5             | Albirex Niigata                 |
| Universität Kōchi          | 3:1             | Morioka Zebra                   |
| Honda Luminoso Sayama      | 1:0             | Komazawa-Universität            |
| Sagawa Express Tokyo       | 4:0             | Kyushu Inax                     |

### 2. Runde
|                       | Ergebnis |                                 |
| --------------------- | -------- | ------------------------------- |
| Hannan-Universität    | 0:1      | Funabashi Municipal High School |
| Sanfrecce Hiroshima   | 3:0      | Kanazawa SC                     |
| Omiya Ardija          | 4:0      | Tochigi SC                      |
| Avispa Fukuoka        | 3:0      | Maruyasu Industries             |
| Okinawa Kariyushi FC  | 1:2      | ALO's Hokuriku                  |
| Consadole Sapporo     | 3:2      | Sangyō-Universität Shizuoka     |
| Montedio Yamagata     | 6:1      | Ritsumeikan-Universität         |
| Honda                 | 2:1      | Universität Tsukuba             |
| Otsuka Pharmaceutical | 6:0      | TDK                             |
| Kawasaki Frontale     | 7:1      | Kunimi High School              |
| Mito HollyHock        | 4:1      | SC Tottori                      |
| Shonan Bellmare       | 2:1      | Ehime FC                        |
| Yokohama FC           | 5:0      | Pädagogische Hochschule Fukuoka |
| Ventforet Kofu        | 2:1      | Momoyama-Gakuin-Universität     |
| Albirex Niigata       | 2:0      | Universität Kōchi               |
| Honda Luminoso Sayama | 1:2      | Sagawa Express Tokyo            |

### 3. Runde
|                      | Ergebnis        |                                 |
| -------------------- | --------------- | ------------------------------- |
| Yokohama F. Marinos  | 2:2 (4:1 i. E.) | Funabashi Municipal High School |
| Kyoto Purple Sanga   | 0:2             | Sanfrecce Hiroshima             |
| Kashiwa Reysol       | 1:0             | Omiya Ardija                    |
| Kashima Antlers      | 3:2             | Avispa Fukuoka                  |
| Cerezo Osaka         | 4:1             | ALO's Hokuriku                  |
| Gamba Osaka          | 3:1             | Consadole Sapporo               |
| Vissel Kobe          | 3:0             | Montedio Yamagata               |
| FC Tokyo             | 2:2 (6:5 i. E.) | Honda                           |
| JEF United Ichihara  | 5:0             | Otsuka Pharmaceutical           |
| Oita Trinita         | 0:3             | Kawasaki Frontale               |
| Shimizu S-Pulse      | 2:0             | Mito HollyHock                  |
| Urawa Reds           | 1:2             | Shonan Bellmare                 |
| Nagoya Grampus Eight | 1:0             | Yokohama FC                     |
| Tokyo Verdy 1969     | 2:1             | Ventforet Kofu                  |
| Vegalta Sendai       | 1:2             | Albirex Niigata                 |
| Júbilo Iwata         | 2:0             | Sagawa Express Tokyo            |

### Achtelfinale
|                      | Ergebnis        |                     |
| -------------------- | --------------- | ------------------- |
| Yokohama F. Marinos  | 2:1             | Sanfrecce Hiroshima |
| Kashiwa Reysol       | 2:3             | Kashima Antlers     |
| Cerezo Osaka         | 3:2             | Gamba Osaka         |
| Vissel Kobe          | 2:2 (5:4 i. E.) | FC Tokyo            |
| JEF United Ichihara  | 5:0             | Kawasaki Frontale   |
| Shimizu S-Pulse      | 2:1             | Shonan Bellmare     |
| Nagoya Grampus Eight | 0:1             | Tokyo Verdy 1969    |
| Albirex Niigata      | 0:4             | Júbilo Iwata        |

### Viertelfinale
|                     | Ergebnis |                 |
| ------------------- | -------- | --------------- |
| Yokohama F. Marinos | 1:4      | Kashima Antlers |
| Cerezo Osaka        | 3:2      | Vissel Kobe     |
| JEF United Ichihara | 0:1      | Shimizu S-Pulse |
| Tokyo Verdy 1969    | 0:3      | Júbilo Iwata    |

### Halbfinale
|                 | Ergebnis |              |
| --------------- | -------- | ------------ |
| Kashima Antlers | 1:2      | Cerezo Osaka |
| Shimizu S-Pulse | 2:4      | Júbilo Iwata |

### Finale
|              | Ergebnis |              |
| ------------ | -------- | ------------ |
| Cerezo Osaka | 0:1      | Júbilo Iwata |